# Vetluzsszkij (Kosztromai terület)
Vetluzsszkij (oroszul: Ветлужский) városi jellegű település Oroszország Kosztromai területén. Önkormányzati szempontból Sarja városi körzethez tartozik.
Lakossága: 12 224 fő (a 2010. évi népszámláláskor).

## Fekvése
A Kosztromai terület keleti részén, a Vetluga bal partján fekszik. Vasútállomás a transzszibériai vasútvonal északi ágán. A legközelebbi vasútállomás a 6 km-re lévő Sarja, a transzszibériai vasútvonal északi ágán. 

## Gazdasága
Vasbetonelem gyára, fafeldolgozó ipara van. Itt működik a svájci Krono céghez tartozó Kronostar vállalat gyára, melyben fa alapanyagú lemezeket, paneleket, laminált padlólapokat készítenek. Ez Oroszország egyik legnagyobb ilyen profilú gyára.